# Сорокино (Удомельский район)
Сорокино — деревня в Удомельском городском округе Тверской области.

## География
Деревня находится в северной части Тверской области на расстоянии приблизительно 15 км на север по прямой от железнодорожного вокзала города Удомля на западном берегу озера Островенское.

## История
Деревня была известна с 1478 года. В 1859 году была владением помещика Павла Павловича Менделеева, надворного советника. Здесь было учтено дворов (хозяйств): 5 (1859 год), 10 (1886), 12 (1911), 18 (1958), 19 (1986), 13 (2000). В советский период истории здесь действовали колхозы «Сорокино», «Заветы Ильича» и «Знамя труда». До 2015 года входила в состав Порожкинского сельского поселения до упразднения последнего. С 2015 года в составе Удомельского городского округа.

## Население
Численность населения: 40 человек (1859 год), 56(1886), 49 (1911), 52(1958), 43 (1986), 14 (русские 86 %) в 2002 году, 12 в 2010.